# Cecidomyia brevispatula
Cecidomyia brevispatula är en tvåvingeart som beskrevs av Gagne 1978. Cecidomyia brevispatula ingår i släktet Cecidomyia och familjen gallmyggor. Inga underarter finns listade i Catalogue of Life.